# Lijst van rivieren in West Virginia
Dit is een lijst van rivieren en beekjes in West Virginia.

## Alfabetisch
- Back Creek
- Big Coal River
- Big Sandy Creek
- Big Sandy River
- Birch River
- Black Fork River
- Blackwater River
- Bluestone River
- Buckhannon River
- Bull River
- Cacapon River
- Cheat River
- Cherry River
- Coal River
- Cranberry River
- Dillons Run
- Dry Fork River
- East River
- Elk River
- Gauley River
- Glady Fork River
- Greenbrier River
- Guyandotte River
- Holly River
- Hughes River
- Kanawha River
- Laurel Fork River
- Little Birch River
- Little Blackwater River
- Little Bluestone River
- Little Cacapon River
- Little Coal River
- Little Kanawha River
- Little River (zijrivier van de East Fork Greenbrier)
- Little River (zijrivier van de West Fork Greenbrier)
- Lost River
- Lunice Creek
- Meadow Branch
- Meadow River
- Middle Fork River
- Middle Island Creek
- Monongahela
- Mud River
- New River
- North Branch Potomac River
- North Fork Little Cacapon River
- North Fork South Branch Potomac River
- North River
- Ohio
- Opequon Creek
- Pattersons Creek
- Pocatalico River
- Potomac
- Shavers Fork River
- Shenandoah
- Sleepy Creek
- South Branch Potomac River
- South Fork Little Cacapon River
- South Fork South Branch Potomac River
- Stony River
- Tug Fork River
- Twelvepole Creek
- Tygart Valley River
- West Fork River
- Wheeling Creek
- Williams River
- Youghiogheny

## Op zijrivier

### Ohio
- Monongahela
  - Tygart Valley River
    - Middle Fork River
    - Buckhannon River

  - West Fork River
  - Cheat River
    - Shavers Fork River
    - Black Fork River
      - Dry Fork River
        - Laurel Fork River
        - Glady Fork River

      - Blackwater River
        - Little Blackwater River

    - Big Sandy Creek

  - Youghiogheny
- Wheeling Creek
- Middle Island Creek
- Little Kanawha River
  - Bull River
  - Hughes River
- Kanawha River
  - New River
    - East River
    - Bluestone River
      - Little Bluestone River

    - Greenbrier River
      - Little River (zijrivier van de East Fork Greenbrier)
      - Little River (zijrivier van de West Fork Greenbrier)

  - Gauley River
    - Williams River
    - Cranberry River
    - Cherry River
    - Meadow River

  - Elk River
    - Holly River
    - Birch River
      - Little Birch River

  - Coal River
    - Big Coal River
    - Little Coal River

  - Pocatalico River
- Guyandotte River
  - Mud River
- Twelvepole Creek
- Big Sandy River
  - Tug Fork River

### Potomac
- South Branch Potomac River
  - Lunice Creek
  - Mill Creek
  - Mill Run
  - North Fork South Branch Potomac River
  - South Fork South Branch Potomac River
- North Branch Potomac River
  - New Creek
  - Pattersons Creek
  - Stony River
- Little Cacapon River
  - North Fork Little Cacapon River
  - South Fork Little Cacapon River
- Cacapon River
  - Capon Springs Run
  - Dillons Run
  - Edwards Run
  - Lost River
  - North River
    - Tearcoat Creek
- Sleepy Creek
  - Meadow Branch
- Cherry Run
- Back Creek
- Opequon Creek
  - Mill Creek
- Shenandoah

Alabama · Alaska · Arizona · Arkansas ·  Californië · Colorado · Connecticut · Delaware · Florida · Georgia · Hawaï · Idaho ·  Illinois · Indiana · Iowa · Kansas · Kentucky · Louisiana · Maine · Maryland · Massachusetts · Michigan · Minnesota · Mississippi · Missouri · Montana · Nebraska · Nevada · New Hampshire · New Jersey · New Mexico · New York ·  North Carolina · North Dakota · Ohio · Oklahoma · Oregon · Pennsylvania · Rhode Island · South Carolina · South Dakota · Tennessee · Texas · Utah · Vermont · Virginia · Washington (staat) · Washington D.C. · West Virginia · Wisconsin · Wyoming